# Huélaga
Huélaga és un municipi de la província de Càceres, a la comunitat autònoma d'Extremadura (Espanya). Limita amb Gata al nord, Casas de Don Gómez al sud, Calzadilla a l'est i Moraleja a l'oeste.

## Demografia
| 1991 | 1996 | 2001 | 2004 | 2005 | 2007 |
| ---- | ---- | ---- | ---- | ---- | ---- |
| 181  | 213  | 202  | 192  | 191  | 194  |